# Mix energetyczny
Koszyk energetyczny, miks energetyczny (ang. energy mix) – struktura produkcji i konsumpcji energii według kryterium nośników energii (np. prąd lub olej napędowy) lub sposobów wytwarzania. Mix energetyczny jest jednym z indeksów użytecznych w badaniu bezpieczeństwa energetycznego.
Ze względu na kryteria mix energetyczny może prezentować:
- popyt na energię pierwotną w podziale na nośniki
- popyt na energię finalną w podziale na nośniki
- produkcję energii elektrycznej w podziale na paliwa lub rodzaje elektrowni
- mix mocy produkcyjnych elektrowni w podziale na ich rodzaje lub wykorzystywane paliwa[1]

Najkorzystniejszy dla gospodarki jest optymalny mix energetyczny, który zakłada:
- Dostateczną ilość mocy w krajowym systemie elektroenergetycznym
- Najniższy koszt ekonomiczny podaży mocy[2]